# Peter Doherty (Mediziner)

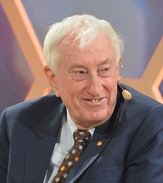
Peter Doherty (2017)

Peter Charles Doherty AC (* 15. Oktober 1940 nahe Brisbane, Australien) ist ein australischer Tiermediziner, Immunologe und Nobelpreisträger für Medizin.

## Leben
Doherty erwarb 1962 den Bachelor und 1966 den Master in Veterinärmedizin an der University of Queensland. Seinen PhD erhielt er 1970 von der Universität Edinburgh in Schottland. In den folgenden Jahren hatte er verschiedene Forschungsstellen für Mikrobiologie, Immunologie und experimentelle Pathologie. Zurzeit ist er einer der Leiter der Abteilung für Immunologie am St. Jude Children’s Research Hospital in Memphis, Tennessee und ist drei Monate im Jahr in Memphis und die anderen neun Monate im Jahr an der Universität Melbourne tätig.
Zusammen mit dem Schweizer Rolf Zinkernagel bekam er 1996 den Nobelpreis für Medizin für die Entdeckung, wie das Immunsystem virusinfizierte Zellen erkennt, verliehen. Virusbefallene Zellen werden vom Immunsystem durch Killer-T-Zellen erkannt und vernichtet. Doherty fand bei Untersuchung mit Meningitis-Viren infizierter Mäuse, dass diese Killer T-Zellen für die Erkennung virusbefallener Zellen nicht nur ein Virus-Antigen benötigen, sondern auch die MHC-Komplexe, von denen man zuvor wusste, dass sie bei Gewebeabstoßung bei Transplantationen eine Rolle spielen. Ihre Rolle in der Immunabwehr gegen Viren kam überraschend.
Bereits 1983 war ihm der Paul-Ehrlich-und-Ludwig-Darmstaedter-Preis überreicht worden, 1986 ein Gairdner Foundation International Award, 1995 der Albert Lasker Award for Basic Medical Research. In Australien erhielt er den Titel Australian of the Year 1997. 1999 erhielt er die Leeuwenhoek-Medaille der Royal Society. 1998 wurde er Mitglied der National Academy of Sciences, 2001 Fellow der American Association for the Advancement of Science. 2006 wurde er als ausländisches Mitglied in die Russische Akademie der Wissenschaften aufgenommen.